# Parigi-Camembert 2006
La Parigi-Camembert 2006, sessantasettesima edizione della corsa e valida come evento del circuito UCI Europe Tour 2006 categoria 1.1, fu disputata il 18 aprile 2006, per un percorso totale di 200 km. Fu vinta dal francese Anthony Geslin, al traguardo con il tempo di 4h38'38" alla media di 43,067 km/h.
Al traguardo 62 ciclisti portarono a termine il percorso.

## Ordine d'arrivo (Top 10)
| Pos. | Corridore             | Squadra       | Tempo    |
| ---- | --------------------- | ------------- | -------- |
| 1    | Anthony Geslin        | Bouygues Tél. | 4h38'38" |
| 2    | Cédric Coutouly       | Agritubel     | s.t.     |
| 3    | Charles Guilbert      | Bretagne      | s.t.     |
| 4    | Eric Leblacher        | F. des Jeux   | s.t.     |
| 5    | Emilien-Benoît Berges | Auber 93      | s.t.     |
| 6    | Leonardo Duque        | Cofidis       | s.t.     |
| 7    | Moisés Aldape         | Panaria       | s.t.     |
| 8    | Ludovic Turpin        | AG2R Prév.    | a 2"     |
| 9    | Laurent Lefèvre       | Bouygues Tél. | a 4"     |
| 10   | Nicolas Roche         | Cofidis       | a 6"     |